# Aq Sunqur al-Hajib
Abu Said Aq Sunqur al-Hajib (fullständigt namn: Qasim ad-Dawla Aksungur al-Hajib), död 1094, var guvernör i Aleppo under Sultan Malik Shah I. Han ansågs vara den riktiga härskaren över större delen av Syrien från 1087. Han halshöggs 1094 efter anklagelser om förräderi av Tutush I, härskaren i Damaskus, som var bror till Melikshah. Aq-Sunqur var far till Imad ad-Din Zengi, grundaren av Zengid-dynastin, och farfar till Nur ad-Din Mahmud. Aq-sungur dog när hans son Zengi var 10 år gammal.

## Biografi
Aq-sungur var en slav till den stora seldjukiska sultanen Melikshah. Han deltog i sultanens Syrien-expedition. Efter att Aleppo hade erövrats, utnämndes han till guvernör i staden med titeln Qasim ad-Dawla år 1087. Sultan Melikshah lämnade förvaltningen av Syrien till sin bror Tadj ad-Dawla Tutush och skickade honom på en expedition mot Fatimiderna. Sultanen skickade också meddelanden till Aq-sungur och Emir av Urfa Bozan och bad dem att ansluta sig till Tadj ad-Dawla Tutush med sina styrkor. Men när den seldjukiska armén kom fram till Tripoli, hamnade Aq-sungur i konflikt med Tutush och lämnade armén. Detta tvingade Tutush att vända tillbaka. En tid efter detta dog Melikshah (1092), och Tutush utmanade tronen och gick till krig. Han marscherade först mot Aleppo.
Aq-sungur följde ursprungligen Tadj ad-Dawla Tutushs order men senare lämnade han honom och gick med Emir Bozan. Han gick till slut över till Sultan Berkyaruk, den rättmätiga arvtagaren till Seljuk-tronen efter Melikshah. Tutush kunde inte riskera att kriga mot Berkyaruk och återvände till Syrien för att samla trupper. Tutush ansåg att Aq-sungur och Bozans avhopp var förräderi och återvände till Aleppo för att konfrontera dem. I slaget nära byn Ruyân besegrade Tutush Aq-sungur och tog honom tillfånga och beordrade att han skulle dödas (1094).

## Aleppo och Hama
Sultan Malik-Shah I utnämnde Aq-Sunqur till guvernör över Aleppo och Hama samt de omkringliggande områdena år 1087, eftersom dessa områden led av oroligheter vid den tiden. Aq-Sunqur styrde sedan i åtta år.

### Aleppo före hans styre
Det var en svår tid i Aleppo innan Aq-Sunqur tog över styret. Konflikter mellan härskare och prinsar i regionen ledde till höga skatter och varupriser, vilket i sin tur ledde till ökad brottslighet.

### Reformer
Aq-Sunqur började genomföra reformer genom att förbättra säkerhetssituationen i Aleppo och dess omgivningar. Han aktiverade Hudud i islam, avvisade tjuvar och banditer och utrotade korruption. Han ökade användningen av polisen för att säkra civila rättigheter. Han använde polisens auktoritet för att skydda människor snarare än att kontrollera dem. Aq-Sunqur skapade "principen om kollektivt ansvar" för varje by eller sektor, vilket innebar att om en by blev rånad av tjuvar, delade hela byn ansvaret för att försvara den. På grund av hans politik för att skapa ordning i staden blev det en lämplig plats för handel och jordbruk, ekonomin återhämtade sig och inflationen minskade.

### Stöldskydd
Han bad folket att inte ta bort sina varor från vägen om de reste, och sa att han skulle garantera att deras varor inte skulle stjälas.

## Arv
Efter Aq-Sunqurs död fortsatte hans politik för att upprätthålla säkerhet och ordning i Aleppo. Han efterlämnade en god rykte och blev beundrad av folket. Ibn al-Qalanisi, Ibn Kathir och Ali ibn al-Athir skrev positivt om honom och hyllade hans goda ledarskap och hans engagemang för att bekämpa korruption och brottslighet.